# 설선

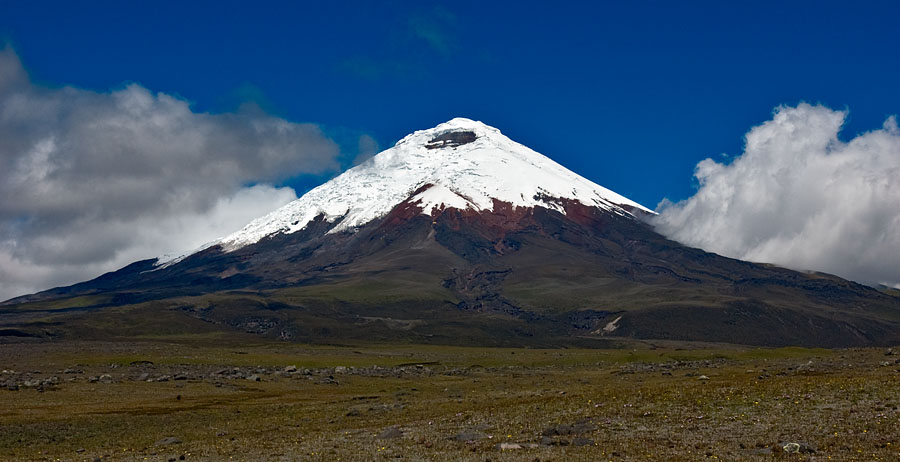

설선(雪線)은 일년 간 강설량과 눈의 용해량이 일치하는 점을 연결한 선이다. 만년설이 쌓여있는 부분과 그렇지 않은 부분의 경계를 말한다.

## 같이 보기
- 빙하
- 빙설 기후
- 삼림한계선